# الجهوية الموسعة
الجهوية الموسعة هي شكل من أشكال استقلال الجهات ضمن تراب دولة ما، بما يضمن للجهة الاستقلالية المالية واستقلال هويتها، لكن مع الإبقاء على سيادة الدولة الأم، التي تنحصر حدود تدخلها في المجالات السيادية مثل الدفاع والأمن والاتصالات وغيرها. الجهوية الموسعة هي مرحلة لاحقة من الجهوية المتقدمة تُصبح معها الجهات مستقلة عن الجهاز المركزي للدولة في كل شيء، بما في ذلك الاستقلال السياسي، لكن دون خروجَ هذه الجهات عن سيادة الدولة، وذلك في إطار توسيع دائرة البناء الديمقراطي للدولة.

## الجهوية الموسعة في المغرب
تعتبر الجهوية الموسعة في المغرب ورشا ملكيا أعلنه الملك محمد السادس، حيث اعتبرها توجها حاسما في تطوير وتحديث هياكل الدولة، والنهوض بالتنمية المندمجة، حيث جاء على لسانه في الخطاب الملكي بمناسبة الذكرى 33 للمسيرة الخضراء مراكش 6 نونبر 2008 ما يلي:
ومما جاء في هذا الخطاب” إننا نعتبرأن المغرب، بما حققه من تطور ديمقراطي، مؤهل للشروع في تكريسها دستوريا. وقد ارتأينا الأخذ بهذا الخيار المقدام، حرصا على انبثاق الجهوية الموسعة، من الإرادة الشعبية المباشرة، المعبر عنها باستفتاء دستوري.”
تتحدد ركائز الجهوية الموسعة في المغرب في النقاط التالية:
- التأكيد على تنوع الروافد الثقافية للمغرب المنصهرة في هوية وطنية موحدة.
- تحقيق التضامن بين الجهات من خلال استثمار كل جهة لمؤهلاتها، وتعميم التنمية والتوزيع العادل للثروة
- تفادي تداخل الاختصاصات بين السلط والجماعات والمؤسسات، مع اعتماد التناسق والتوازن في الصلاحيات والإمكانات. [2][3]
- حماية الوحدته الترابية للمغرب، في حال ما توفرت شروط تمتيع الأقاليم الجنوبية بالحكم ذاتي، في إطار مبادرة الحكم الذاتي للصحراء الغربية الذي تقدم به المغرب.[4][5]